# اتابندیووا
اتابندیووا (به لاتین: Etabendiwewa) یک منطقهٔ مسکونی در سری‌لانکا است که در استان مرکزی (سری‌لانکا) واقع شده‌است.